# Ghiacciaio Yeats
Il Ghiacciaio Yeats (in lingua inglese: Yeats Glacier) è un ghiacciaio tributario antartico, lungo circa 13 km, che fluisce in direzione ovest dal fianco settentrionale del Monte Finley per andare a confluire nel Ghiacciaio Shackleton appena a nord del Lockhart Ridge, nei Monti della Regina Maud, in Antartide. 
La denominazione è stata assegnata dal geologo Franklin Alton Wade (1903-1978), capo della Texas Tech Shackleton Glacier Expedition (1962–63 e 1964-65) la spedizione antartica della Texas Tech University al Ghiacciaio Shackleton, in onore di Vestal L. Yeats, membro di facoltà della stessa Università, che aveva partecipato a entrambe le spedizioni.